# Могильниця (гміна)
Гміна Могильниця — давня сільська ґміна у Теребовлянському повіті Тернопільського воєводства Другої Речі Посполитої. Адміністративним центром ґміни було село Могильниця.
Гміна утворена 1 серпня 1934 року в рамках реформи на підставі нового нового закону про самоуправління (23 березня 1933 року).
Площа гміни — 117,53 км²

Кількість житлових будинків — 2350

Кількість мешканців — 12132
Гміну створено на основі давніших гмін (самоврядних громад): Ласківці, Могильниця, Романівка, Вербівці.
Гміна ліквідована 17 січня 1940 року із включенням сіл до новоствореного Буданівського району.